# Spergularia embergeri
Spergularia embergeri är en nejlikväxtart som beskrevs av Monnier. Spergularia embergeri ingår i släktet rödnarvar, och familjen nejlikväxter. Inga underarter finns listade i Catalogue of Life.